# Benamaurel
Benamaurel é um município da Espanha na província de Granada, comunidade autónoma da Andaluzia, de área 127 km² com população de 2382 habitantes (2007) e densidade populacional de 18,76 hab./km².

## Demografia
| Variação demográfica do município entre 1991 e 2004 | Variação demográfica do município entre 1991 e 2004 | Variação demográfica do município entre 1991 e 2004 | Variação demográfica do município entre 1991 e 2004 |
| --------------------------------------------------- | --------------------------------------------------- | --------------------------------------------------- | --------------------------------------------------- |
| 1991                                                | 1996                                                | 2001                                                | 2004                                                |
| 2496                                                | 2507                                                | 2383                                                | 2319                                                |